# Cassegrain (krater)
Cassegrain je udarni krater na Mjesecu koji se nalazi na drugoj strani Mjeseca, izvan jugoistočnog ruba. Leži jugoistočno od većeg kratera Lebedev, a sjeveroistočno od Priestleya usporedivih veličina. 
Unutrašnjost ovog kratera ima relativno tamno tlo, što je zajedničko s drugim kraterima na zapadu i sjeverozapadu koji čine dio Mare Australe. Pod je ravan i uglavnom je bez osobina, osim nekih naslaga u sjeverozapadnom kutu. Obruč je jače nošen u sjeverozapadnom kutu nego drugdje, a preostali unutarnji zid prikazuje spuštenu policu ispod oboda. 
Krater se istaknuo u znanstvenofantastičnom romanu "Projekt Cassandra", Jack McDevitt i Mike Resnick, Ace Books, New York, 2012. 